# Jack Palance

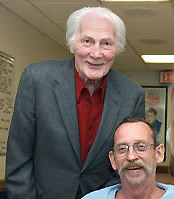
Jack Palance

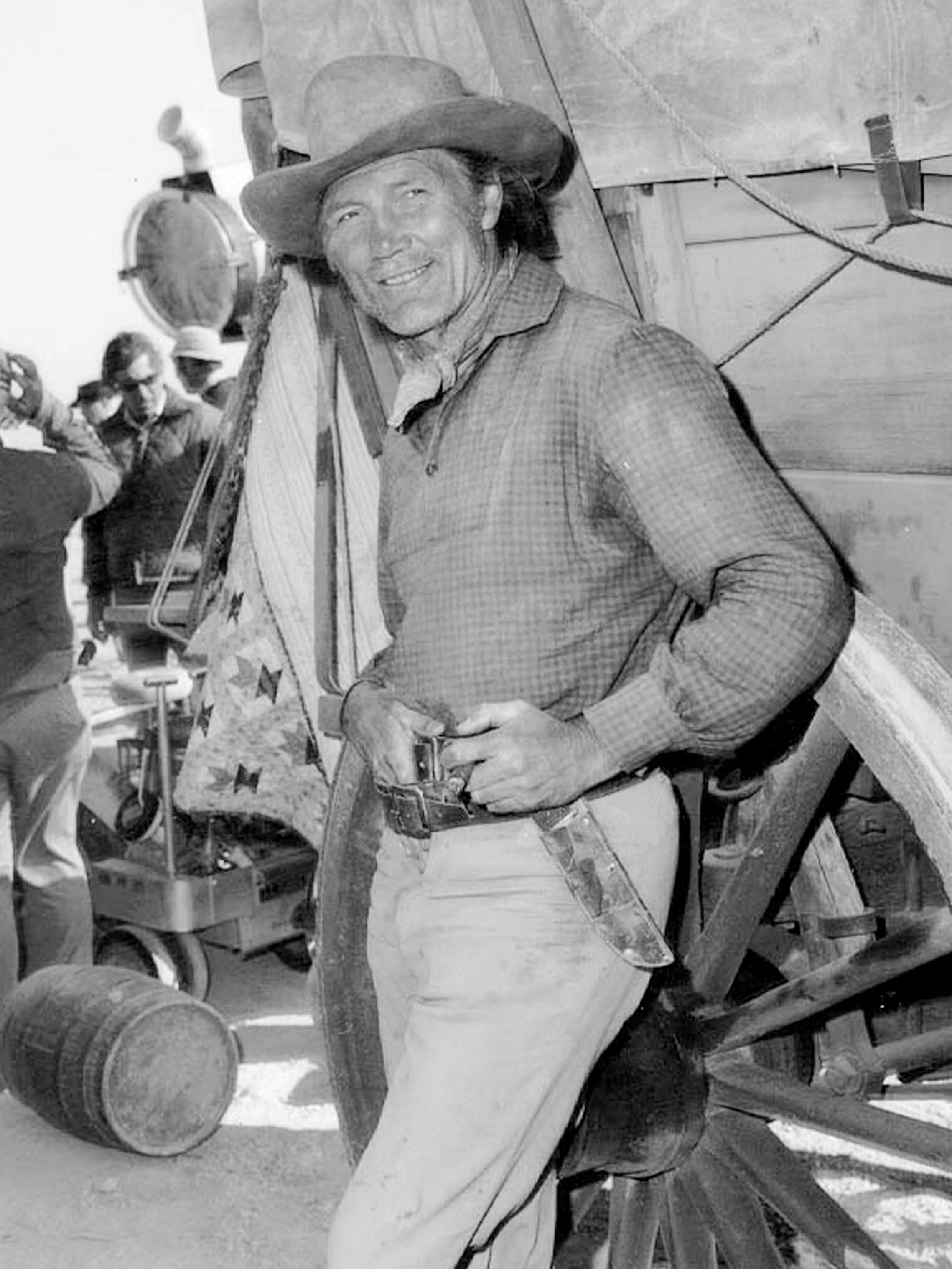
Jack Palance 1974

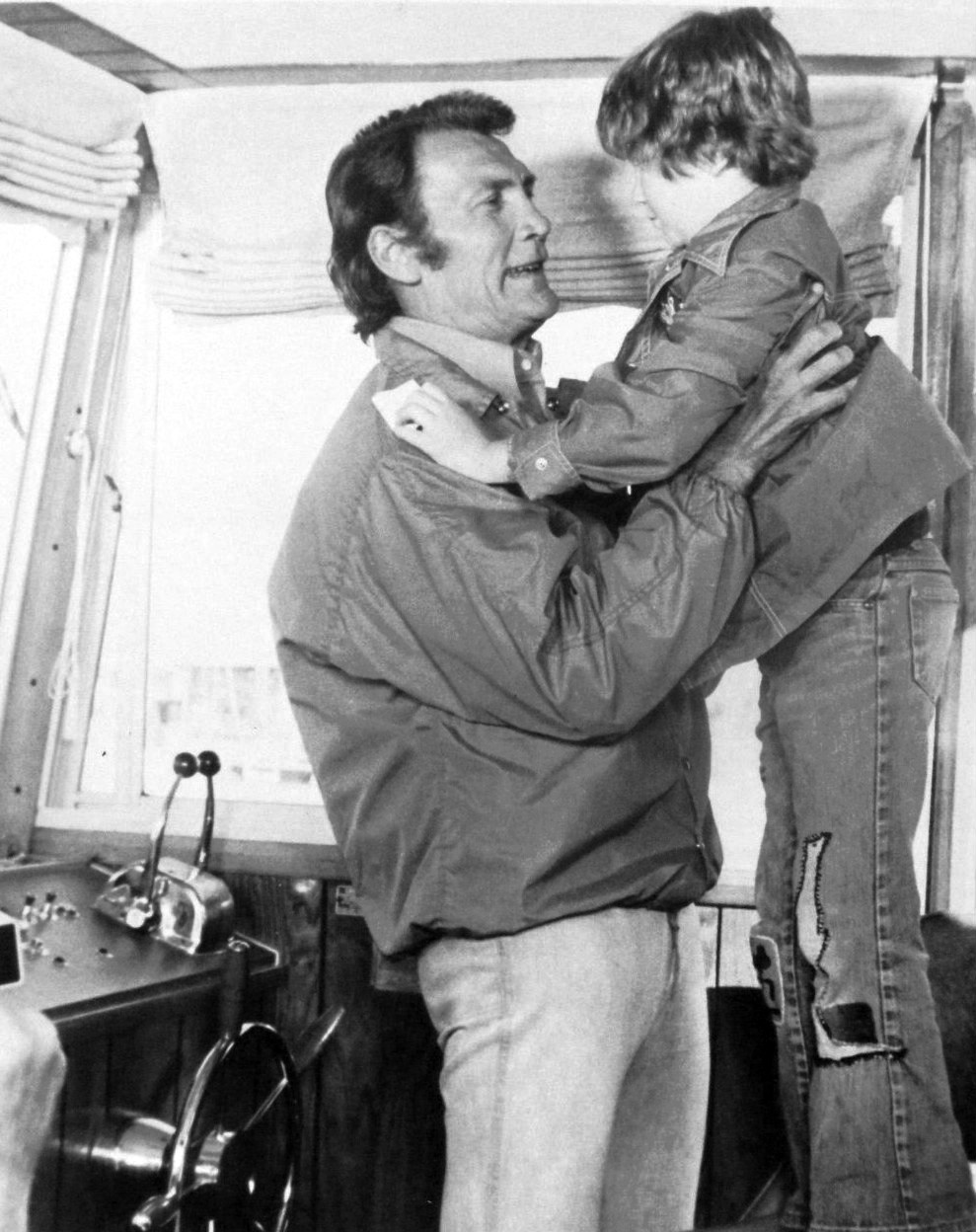
Jack Palance Bronk 1975

Jack Palance (Hazle, Pensilvania, 18 de febrero de 1919-Montecito, California, 10 de noviembre de 2006) fue un actor estadounidense ganador de los premios Óscar y Globo de Oro. Célebre por sus papeles de villano al interpretar personajes de duros, malvados o psicópatas.

## Biografía
Nació el 18 de febrero de 1919 en Hazle Township, Pensilvania, en el seno de una familia de modestos inmigrantes ucranianos. Su nombre de nacimiento era Vladímir Ivánovich Palahniuk, hasta que se lo cambió por Jack Palance. 
Su rostro de rasgos duros y su musculada corpulencia le convirtieron en el malvado ideal en la pantalla grande, semblante que le permitió interpretar casi exclusivamente villanos asiáticos,  asesinos y psicópatas en las más de ochenta películas en las que actuó.

### Boxeador
De origen humilde, fue limpiabotas, salvavidas, boxeador y soldado antes de ser actor.
Hijo de un minero de extracción, a fines de la década de 1930 se lanza bajo el seudónimo de Jack Brazzo a una carrera en el boxeo profesional que le deparó varios éxitos: además de ganar sus primeras quince peleas, doce de ellas por nocaut, logra un palmarés de dieciocho triunfos en veinte combates. Los golpes en el boxeo desfiguraron su rostro.
Palance dejó el boxeo profesional para alistarse en las fuerzas armadas en los primeros años de la década de 1940. Participó en la Segunda Guerra Mundial, donde su rostro fue dañado nuevamente al estallar en el aire el avión bombardero en que iba. Fue sometido a varias operaciones reconstructivas. 

### Inicios en teatro y cine
Tras ser dado de baja en 1944, se matriculó en la universidad de Stanford, de California, pero no llegó a graduarse: dejó una asignatura sin aprobar y abandonó la carrera en 1949. Ya en su vejez, dicha universidad le otorgaría un título honorífico como bachiller.
Antes de encontrar sus grandes oportunidades como actor, Palance trabajó de vendedor de helados, profesor de natación, guardaespaldas e incluso periodista. Hasta que sube a las tablas de Broadway y un día lo descubre el director Elia Kazan, quien queda impresionado por "un rostro que sólo una madre podría amar". El rostro cuadrado y la barbilla marcada le daban a Palance un aire misterioso, con el cual era capaz de erizar la piel con su mirada fija.
Su físico poco común fue su carta de la suerte cuando en 1947 tuvo que reemplazar a Anthony Quinn y luego a Marlon Brando, con sendas convalecencias, en la producción en Broadway Un tranvía llamado deseo dirigida por Elia Kazan. Tres años después este director lo lanzaría a la gran pantalla con Pánico en las calles (Panic in the Streets, 1950).

### Exitoso "villano"
Es entonces cuando empieza a delinearse su imagen de "villano" en cintas como Arrowhead, Man in the Attic, Shane o Sign of the Pagan. En 1954 participa en el fallido filme bíblico El cáliz de plata, donde debuta un joven Paul Newman.
En 1955, Robert Aldrich le concede su primer papel psicológico en The Big Knife, donde mostró otra faceta de su talento. En 1959 participa en Flor de mayo junto a la diva mexicana María Félix.
En 1966 interviene en Los profesionales de Richard Brooks, dentro de un plantel de figuras como Lee Marvin, Burt Lancaster y Claudia Cardinale. Ese mismo año participa también en una película de corte infantil dirigida por Alan Handley titulada Alicia a través del espejo, en donde hace el papel del Jabberwock o Dusvelock. En 1969 tiene un papel en un filme sobre Che Guevara dirigido por Richard Fleischer (Che!), con Omar Sharif como protagonista.
En esos años trabajó con varios directores españoles: en 1968 con Antonio Isasi-Isasmendi en la película Las Vegas, 500 millones, y al año siguiente con Jesús Franco en Justine: Marqués de Sade, filme protagonizado por Klaus Kinski y Romina Power.

### Declive
Durante la década de 1970 atravesó un periodo difícil por haberle dado la espalda a numerosos proyectos de Hollywood, a quien no perdonaba haberlo encasillado en papeles de villano.
Pese a otros intentos, gracias a papeles de directores como John Frankenheimer o Stuart Heisler, o su trabajo en Le mépris de Jean-Luc Godard en 1964, junto a Brigitte Bardot, siempre se vio obligado a seguir aceptando los papeles de malo en producciones modestas. Se puede destacar el western Monte Walsh (1977), donde Palance trabaja junto a Lee Marvin y Jeanne Moreau, y Portrait of a Hitman (1977), donde se codea con Rod Steiger.
En la década de 1980 animó el programa de televisión Ripley, aunque usted no lo crea, conocido también en español como ¡Aunque usted no lo crea! (en inglés, “Ripley’s Believe It or Not!”) el cual mostraba curiosidades del mundo entero. Posteriormente sería conducido por su hija Holly Palance.

### Regreso al éxito
Tras varias producciones italianas poco destacadas (como Black Cobra Woman de Joe D'Amato) Palance tuvo un regreso notable y recuperó popularidad internacional con Bagdad Café de Percy Adlon (1987), Tango y Cash (mezcla de acción y humor protagonizada por Sylvester Stallone y Kurt Russell) y Batman de Tim Burton (1989).
Misántropo al igual que su amigo Lee Marvin, Palance vivía aislado en su rancho de California y dedicaba su tiempo a la pintura y a sus hijos. También escribió un libro de poemas, The Forest of Love (1996). Hablaba seis idiomas: ucraniano, ruso, italiano, español y francés, aparte del inglés. 
En 1991, a los 73 años, obtuvo el Óscar al mejor actor de reparto por su papel junto a Billy Crystal en el 'western' en tono de comedia City Slickers (conocida en español como Cowboys de ciudad), donde hacía una parodia de sí mismo como un duro vaquero. El reconocimiento llegó tras varios años de espera.
Su última aparición en la pantalla fue en 2005 para una serie de televisión: Back When We Were Grownups.

### Fallecimiento
Falleció el 10 de noviembre de 2006 en California, a los 87 años, de causas naturales en su hogar en Montecito, California, rodeado de su familia.

## Filmografía

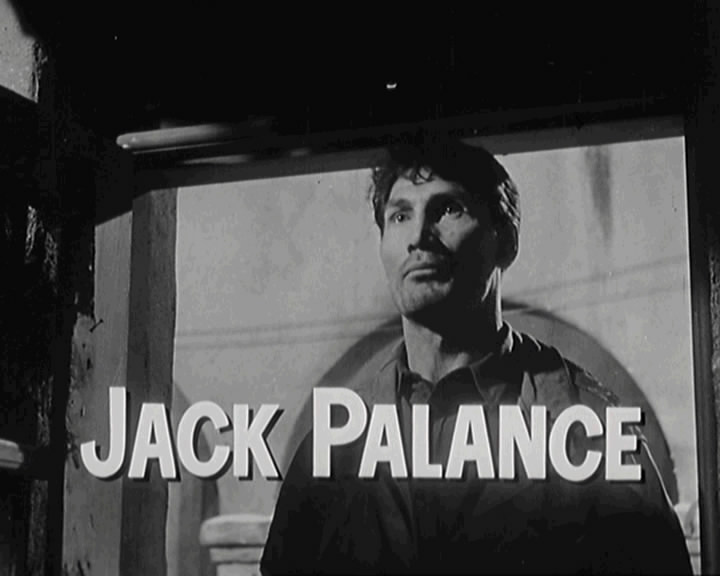
Jack Palance en una imagen del tráiler de la película antimilitarista Ataque

- Pánico en las calles (1950), de Elia Kazan.
- Halls of Montezuma (1951), de Lewis Milestone.
- Sudden Fear (1952), de David Miller.
- Raíces profundas o Shane, el desconocido (1953), de George Stevens.
- Hombre en el ático (Man in the Attic) (1953), de Hugo Fregonese.
- Vuelo a Tánger (1953) de Charles Marquis Warren
- Hoguera de odios (1953) de Charles Marquis Warren
- El cáliz de plata (1954), de Victor Saville
- Sign of the Pagan (Atila, rey de los hunos, 1954), de Douglas Sirk.
- I Died a Thousand Times (1955), de Stuart Heisler.
- Requiem for a Heavyweight (1956)
- Ataque, de Robert Aldrich (1956)
- Un hombre solitario (1957), de Henry Levin
- Diez segundos al Infierno, de Robert Aldrich (1959)
- Flor de mayo, de Roberto Gavaldón (1959)
- Revak, el rebelde o La venganza del rebelde, de Rudolph Maté (1960)
- ll giudizio universale, de Vittorio De Sica (1961)
- Los Mongoles, de André de Toth y Leopoldo Savona (1961)
- Barrabás, de Richard Fleischer (1961)
- Le mépris (El desprecio) de Jean-Luc Godard (1963) Basado en la novela de Alberto Moravia.
- Alicia a través del espejo (1966), de Alan Handley.
- Los profesionales (1966), de Richard Brooks.
- En el oeste se puede hacer... amigo (1967), de Maurizio Lucidi.
- Salario para matar (1968), de Sergio Corbucci.
- El extraño caso del Dr. Jekyll y Mr. Hyde (1968).
- Hora cero: Operación Rommel (1968), de León Klimovsky.
- Che! (1969), de Richard Fleischer.
- El Marqués de Sade: Justine (1969), de Jesús Franco.
- Orgullo de estirpe: The Horsemen (1971), de John Frankenheimer.
- Drácula (1972), de Dan Curtis, filme para televisión.
- Chato el Apache (1972), de Michael Winner.
- Tedeum (1972), de Enzo G. Castellari.
- Craze - Demon Master (Locura), de Freddie Francis (1974, Reino Unido).
- Seis balas... Una venganza... Una oración (1976), de Frank Kramer
- El mundo que viene (1979), de George McCowan.
- Without Warning (1980)
- Hawk the Slayer (1980), de Terry Marcel.
- Evil Stalks This House (1981), de Gordon Hessler.
- Alone in the Dark (1982), de Jack Sholder
- Bagdad Café (1987), de Percy Adlon.
- Gor (1987), de Fritz Kiersch.
- Demasiado jóvenes para morir (1988)
- Batman (1989), de Tim Burton.
- Tango y Cash (1989)
- Solar Crisis (1990)
- Amigos, siempre amigos (1991)
- Cowboys de ciudad (1991)
- City Slickers II: The Legend of Curly's Gold (1994)
- El regreso de Prancer (2001)
- Cyborg 2 (1993)
- Ese poli es un panoli (Cops & Robbersons), de Michael Ritchie (1994)

## Premios y distinciones
Premios Óscar
| Año  | Categoría                       | Película          | Resultado |
| ---- | ------------------------------- | ----------------- | --------- |
| 1953 | Mejor actor de reparto          | Miedo súbito      | Nominado  |
| 1954 | Óscar al mejor actor de reparto | Raíces profundas  | Nominado  |
| 1992 | Óscar al mejor actor de reparto | Cowboys de ciudad | Ganador   |